# Gillian Cowley
Gillian Margaret Cowley (Kitwe, 8 de julio de 1955) es una exjugadora zimbabuense de hockey sobre césped.

## Trayectoria
Cowley representó a la selección de Zimbabue en los Juegos Olímpicos de Moscú 1980. En un principio el seleccionado africano no estaba clasificado para disputar la cita olímpica, pero debido al boicot que hicieron varios países a la competencia, obtuvo la invitación para participar en el torneo. En el certamen ganó la primera y única medalla de oro de la selección zimbabuense.